# Die neue Rundschau

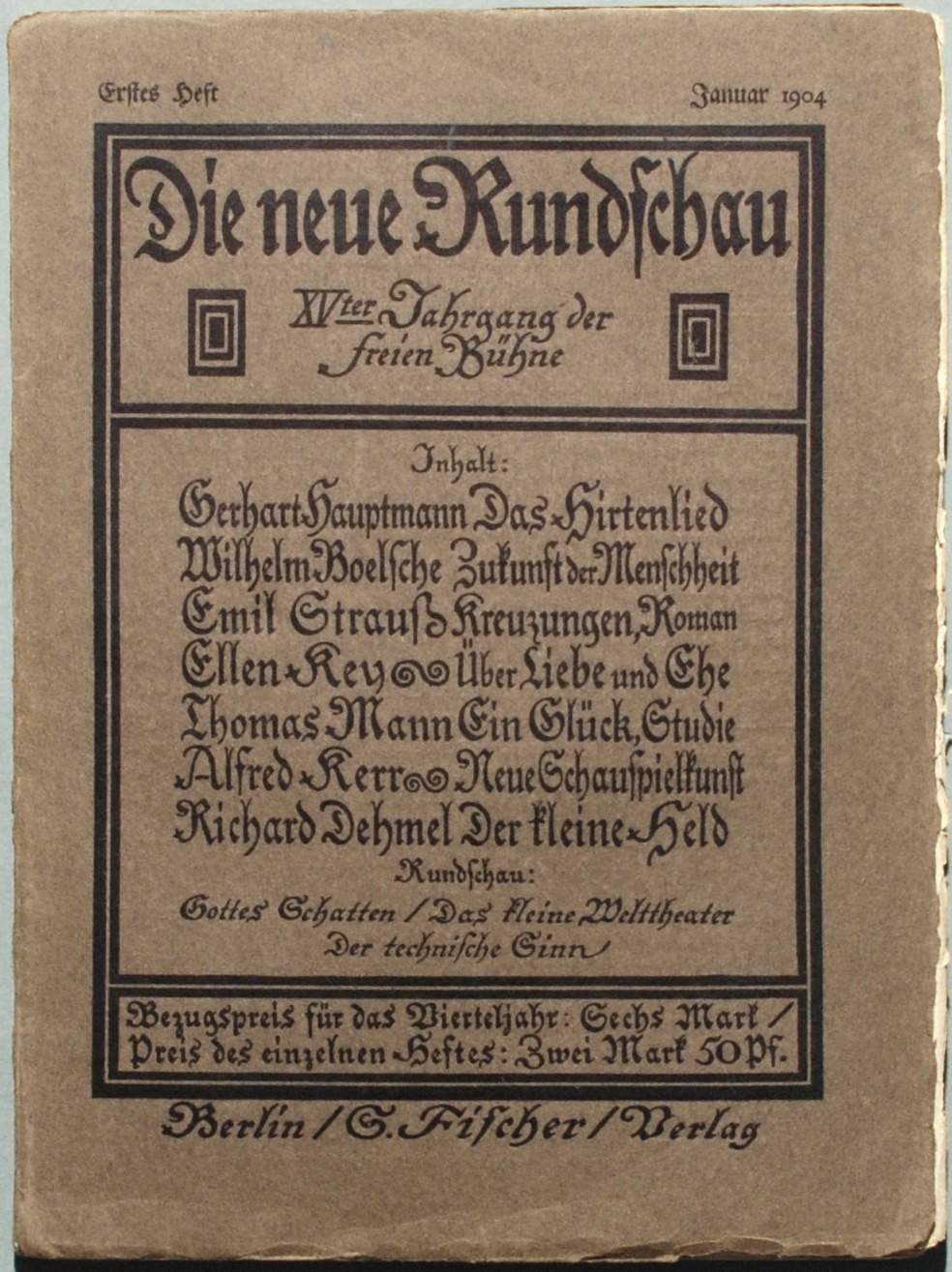
25 × 18,5 cm, unbeschnitten

Die neue Rundschau ist eine 1890 gegründete Literaturzeitschrift, die im S. Fischer Verlag erscheint. Mit ihrer über 125-jährigen kontinuierlichen Geschichte gehört sie zu den ältesten Kulturzeitschriften Europas.

## Geschichte

### Freie Bühne für modernes Leben (1890–1891)
Nachdem im Vorjahr die Freie Bühne Berlin gegründet worden war, wollten die daran beteiligten Personen Otto Brahm und der Verleger Samuel Fischer auch ein Organ für neue Literaturströmungen schaffen. Insbesondere wollten sie dem Naturalismus eine Bühne geben. Mit dem Jahr 1890 erschien die Zeitschrift zum Monatsbeginn als Freie Bühne für modernes Leben. In der Praxis war die Zeitschrift aber nicht auf eine Kunstrichtung festgelegt. Die erste Krise kam im Juli 1890, als der Redakteur Arno Holz und sein verbündeter Mitarbeiter Hermann Bahr die Zeitschrift in Protest verließen.

### Freie Bühne für den Entwicklungskampf der Zeit (1892–1893)
Nach Auseinandersetzungen über die künstlerischen Schwerpunkte der Zeitschrift wurde sie erstmals 1892 umbenannt in Freie Bühne für den Entwickelungskampf der Zeit. Einher damit ging eine Umstellung auf populärere Inhalte und auf monatliche Erscheinungsweise. Die Hauptarbeit leistete Wilhelm Bölsche, der Bruno Wille und die Brüder Heinrich und Julius Hart zu Mitarbeitern gewann. So wurden die grünen Hefte zur Institution im Geistesleben Berlins.

### Neue Deutsche Rundschau (1894–1903)
Im November 1893 übernahm Otto Julius Bierbaum die Redaktion der Zeitschrift, die er in Neue Deutsche Rundschau umbenannte, in Anlehnung an die Deutsche Rundschau. Auf Grund von Differenzen mit Samuel Fischer gab er nach vier Monaten die Stellung wieder auf.
Von 1894 bis 1922 war Oskar Bie leitender Redakteur.

### Die neue Rundschau
1904 folgte schließlich die Umbenennung in Die neue Rundschau. Die Zeitschrift wurde in der Folge zu einem der wichtigsten Foren für moderne Literatur und Essayistik im wilhelminischen Deutschen Reich und in der Weimarer Republik. Auffällig war die enge Verbindung der Zeitschrift mit dem Fischer Verlag, die auch Auswirkungen auf die Veröffentlichungspraxis hatte: Die wichtigen Schriftsteller des Verlags konnten hier Erstabdrucke veröffentlichen und ihre Werke wurden von Kollegen desselben Verlags rezensiert. Zu den Rezensenten und Verfassern literarischer Aufsätze gehörten so bedeutende Literaturkritiker wie Alfred Kerr und Schriftsteller wie Robert Musil, Thomas Mann, Oskar Loerke, und Robert Walser.
In den Jahren von 1919 bis 1921 schrieb auch Alfred Döblin – unter dem Pseudonym Linke Poot – für die Zeitschrift.
Nach Oskar Bie übernahm erst Rudolf Kayser und ab 1932 Peter Suhrkamp die Leitung.
Während der nationalsozialistischen Herrschaft konnte die Zeitschrift zunächst weiter erscheinen und wurde erst kurz vor Kriegsende 1944 verboten. Sie wurde aber bereits 1945 durch Gottfried Bermann-Fischer im Exil in Stockholm wiedergegründet und erscheint bis heute.

## Inhalt
Die vierteljährlich erscheinenden einzelnen Hefte haben einen Themenschwerpunkt. Zu diesem erscheinen Beiträge von Schriftstellern, Wissenschaftlern, Philosophen oder Publizisten. Des Weiteren erscheinen Werkgespräche mit nationalen und internationalen Schriftstellern sowie unregelmäßig Beiträge zum Thema Übersetzung literarischer Texte.

### Sammlungen
- Oskar Loerke: Literarische Aufsätze aus der Neuen Rundschau 1909–1941. Herausgegeben von Reinhard Tgahrt. Verlag Lambert Schneider, Heidelberg / Darmstadt 1967.